# Stenoterommata iguazu
Stenoterommata iguazu là một loài nhện trong họ Nemesiidae.
Stenoterommata iguazu được miêu tả năm 1995 bởi Goloboff.